# Danilo Petrović
Danilo Petrović (serbisch-kyrillisch Данило Петровић; * 24. Januar 1992 in Belgrad, BR Jugoslawien) ist ein ehemaliger serbischer Tennisspieler.

## Karriere
Danilo Petrović begann mit fünf Jahren mit dem Tennis, spielte auf der ITF Junior Tour aber kaum Matches. 2008 spielte er sein erstes Turnier bei den Profis auf der drittklassigen ITF Future Tour. In den ersten Jahren spielte er überwiegend auf der Future Tour und schaffte weder auf der ATP Challenger Tour noch auf der ATP World Tour den Sprung in ein Hauptfeld. Nachdem er 2012 jeweils seinen ersten Titel auf der Future Tour im Einzel und Doppel gewinnen konnte verbesserte er sich in der Weltrangliste und belegte am Jahresende im Einzel in den Top 500 und im Doppel in den Top 700. In den folgenden Jahren gewann er weitere Titel auf der Future Tour und erreichte in Sibiu im Doppel das Halbfinale.
2016 gelang ihm schließlich sein erster Triumph auf der Challenger Tour. In Qingdao zog er an der Seite von Tak Khunn Wang ins Finale ein und schlug auf dem Weg dorthin unter anderem die topgesetzte Paarung Jeevan Nedunchezhiyan und Yi Chu-huan. Dort schlug er die Lokalmatadoren Gong Maoxin und Zhang Ze in drei Sätzen. Im Folgejahr gelang ihm mit Ilija Vučić in Banja Luka erneut der Einzug in ein Finale, das wurde jedoch gegen das kroatische Brüderpaar Marin und Tomislav Draganja verloren. 2018 nahm er an der Qualifikation zu den Australian Open teil, scheiterte jedoch in der zweiten Runde an Dennis Novak; bei der Qualifikation zu den French Open, den Wimbledon Championships und den US Open verlor er bereits sein Auftaktmatch. Auf der Challenger Tour stand er im Mai in Puerto Vallarta sowohl im Einzel als auch im Doppel im Finale. Während er sich im Einzel Adrián Menéndez geschlagen geben musste, gewann er im Doppel mit seinem Partner Ante Pavić seinen zweiten und letzten Doppeltitel auf der Challenger Tour, womit er im Doppel sein Karrierehoch von Rang 205 erreichte. 2019 wurde sein bestes Jahr im Einzel, als er seine einzigen zwei Challenger-Titel gewann. Der größte Erfolg gelang ihm im Oktober 2020 beim Turnier der ATP Tour auf Sardinien, als er aus der Qualifikation heraus startete und als Lucky Loser das Halbfinale erreichte. Seine beste Platzierung erzielte er im Anschluss mit Platz 137. Danach konnte er sein Niveau nicht halten, sodass er Ende das letzte Mal bei einem offiziellen Turnier aktiv war.
2018 war er für die serbische Davis-Cup-Mannschaft einmal im Einsatz und gewann sein Doppelmatch.
Nach seiner aktiven Karriere wurde er von der ATP zertifizierter Tennistrainer und arbeitet als jener in Belgrad.

## Erfolge
| Legende (Anzahl der Siege)  |
| Grand Slam                  |
| ATP World Tour Finals       |
| ATP World Tour Masters 1000 |
| ATP World Tour 500          |
| ATP World Tour 250          |
| ATP Challenger Tour (4)     |

### Einzel

#### Turniersiege
| Nr. | Datum              | Turnier   | Belag     | Finalgegner           | Ergebnis        |
| --- | ------------------ | --------- | --------- | --------------------- | --------------- |
| 1.  | 26. Mai 2019       | Jerusalem | Hartplatz | Filip Peliwo          | 7:63, 6:78, 6:1 |
| 2.  | 22. September 2019 | Sibiu     | Sand      | Christopher O’Connell | 6:4, 6:2        |

### Doppel

#### Turniersiege
| Nr. | Datum           | Turnier         | Belag     | Partner        | Finalgegner                    | Ergebnis          |
| --- | --------------- | --------------- | --------- | -------------- | ------------------------------ | ----------------- |
| 1.  | 13. August 2016 | Qingdao         | Sand      | Tak Khunn Wang | Gong Maoxin Zhang Ze           | 6:2, 4:6, [10:5]  |
| 2.  | 5. Mai 2018     | Puerto Vallarta | Hartplatz | Ante Pavić     | Benjamin Lock Fernando Romboli | 6:72, 6:4, [10:5] |